# أ. كولن كاميرون
أ. كولن كاميرون (بالإنجليزية: A. Colin Cameron)‏ هو اقتصادي أمريكي وأسترالي، ولد في 13 سبتمبر 1956.